# Häpelinvuori
Häpelinvuori är en kulle i Finland. Den ligger i Fredrikshamn i landskapet Kymmenedalen, i den södra delen av landet, 130 km öster om huvudstaden Helsingfors. Toppen på Häpelinvuori är 22 meter över havet.
Terrängen runt Häpelinvuori är platt. Havet är nära Häpelinvuori söderut. Runt Häpelinvuori är det tätbefolkat, med 511 invånare per kvadratkilometer. Närmaste större samhälle är Fredrikshamn, 3,4 km nordost om Häpelinvuori. I omgivningarna runt Häpelinvuori växer i huvudsak blandskog.